# Валей Лукерія Олександрівна
Лукерія Олександрівна Валей — ненецька письменниця і поетеса.
Народилася 20 грудня 1953 році в Великоземельській тундрі біля підніжжя Уральського хребта. Закінчила Нар'ян-Марське педагогічне училище імені І.П. Виучейського, потем навчалася в Ленінградському педагогічному інституті імені О.І. Герцена. Також закінчила літературний інститут імені М. Горького в місті Москва та Сиктивкарський університет на факультеті комі мови і літератури.
Працювала в Ненецькій телерадіомовній компанії «Заполяр'я» кореспондентом передач на ненецькою та російською мовами і редактором передачі мовою комі «Чужан му вылын» — «На рідній землі». З 2002 року керує дитячою літературно-творчою групою «Суюкоця». Працює провідним методистом відділу літературної творчості ДБЗК «Етнокультурному центрі» Ненецького автономного округу.
Автор ряду книг ненецькою, комі та російською мовами.